# Hal’as Kunn Művészeti Galéria
A Hal’as Kunn Művészeti Galéria művészeti galéria Obinitsa faluban, Setomaa községben, Võru megyében, Délkelet-Észtországban.
A művészeti galériában modern szetu művészet, de más őslakosok szezonális kiállításai is láthatók. A következő személyek képviseltetik magukat a galériában:
Ivanov Aleksandr (mari művész), Dõrin Juri (erza művész), Mikushev Pasha (komi művész), Rjabov Pjotr (erza), Mark Kostabi, Lauritsa Piitre, Toom Malev, Kalve Toomas, Margna Epp, Kiisson Lembit, Kuusing Mati ja Toomas, Riitsaar Evar, Riitsaar Raili, Gulk Albert, Navitrolla, Jürise Erki, Kalde Ove and Kalde Kalli, Puhvel Tuuli, Ijavoinen Eero, Kahusk Salme, Kahusk Päivi, Kahusk Maali, Kauksi Ülle.

## Története
Eredetileg az épület Ivan Kalju tulajdona volt. Kalju családját felesége, Kati és öt gyermekük, Anna, Maria, Alli, Sonja, Olli, valamint Alli fia, Mihkel alkotta. 1933-ban épült a ház második emelete. Ivan üzletet nyitott a itt, ahol háztartási cikkeket árultak, főleg vasárut. 1940-ben államosították a boltot, a családot kuláknak nyilvánították, Mihkelt megölték, a család egy részét 1949-ben deportálták.
1945-ben az épületben felállították az Obinitsa Községi Tanácsot. Ezt követően a házban tejüzem, postahivatal, orvosi segélyállomás, könyvtár és művelődési ház kapott helyet. Az épületben 1960 és 1995 között a település szovhoz irodája működött. Evar Riitsaar 2004-ben Hal'as Kunn nevű galériát alakított ki az épületben.

## Fordítás
- Ez a szócikk részben vagy egészben  a   Hal'as Kunn Art Gallery című angol Wikipédia-szócikk ezen változatának fordításán alapul.  Az eredeti cikk szerkesztőit annak laptörténete sorolja fel. Ez a jelzés csupán a megfogalmazás eredetét és a szerzői jogokat jelzi, nem szolgál a cikkben szereplő információk forrásmegjelöléseként.